# Avy, Charente-Maritime

Avy este o comună în departamentul Charente-Maritime, Franța. În 1 ianuarie 2022 avea o populație de 491 de locuitori.